# Quận Franklin, North Carolina
Quận Franklin là một quận nằm ở bang Bắc Carolina.  Tại thời điểm năm 2000, quận có dân số 47.260 người. Quận lỵ đóng ở Louisburg6.
Quận được lập năm 1779 từ phần phía nam của quận Bute. Quận được đặt tên theo Benjamin Franklin.

## Địa lý
Theo Cục điều tra dân số Hoa Kỳ, quận có tổng diện tích 495 dặm Anh vuông (1.281 km²), trong đó, 492 dặm Anh vuông (1.274 km²) là diện tích đất và 3 dặm Anh vuông (7 km²) trong tổng diện tích (0,52%) là diện tích mặt nước.

### Các thị trấn
Quận được chia thành 10 thị trấn: Cedar Rock, Cypress Creek, Dunn, Franklinton, Gold Mine, Hattis, Hayesville, Louisburg, Sandy Creek, và Youngsville.

### Các quận giáp ranh
- Quận Warren, Bắc Carolina - Bắc-đông bắc
- Quận Nash, Bắc Carolina - Đông
- Quận Wake, Bắc Carolina - Tây nam
- Quận Granville, Bắc Carolina - Tây
- Quận Vance, Bắc Carolina - Bắc-tây bắc
- Quận Johnston, Bắc Carolina - Nam
- Quận Halifax, Bắc Carolina - Đông bắc

## Thông tin nhân khẩu
Theo cuộc điều tra dân số2 tiến hành năm 2000, quận này có dân số 47.260 người, 17.843 hộ, và 12.882 gia đình sinh sống trong quận này. Mật độ dân số là 96 người trên mỗi dặm Anh vuông (37/km²). Đã có 20.364 đơn vị nhà ở với một mật độ bình quân là 41 trên mỗi dặm Anh vuông (16/km²).  Cơ cấu chủng tộc của dân cư sinh sống tại quận này gồm 66,00% người da trắng, 30,03% người da đen hoặc người Mỹ gốc Phi, 0,44% người thổ dân châu Mỹ, 0,30% người gốc châu Á, 0,04% người các đảo Thái Bình Dương, 2,29% từ các chủng tộc khác, và 0,91% từ hai hay nhiều chủng tộc.  4,44% dân số là người Hispanic hoặc người Latin thuộc bất cứ chủng tộc nào.
Có 17.843 hộ trong đó có 33,50% có con cái dưới tuổi 18 sống chung với họ, 54,50% là những cặp kết hôn sinh sống với nhau, 13,10% có một chủ hộ là nữ không có chồng sống cùng, và 27,80% là không gia đình. 23,50% trong tất cả các hộ gồm các cá nhân và 8,40% có người sinh sống một mình và có độ tuổi 65 tuổi hay già hơn.  Quy mô trung bình của hộ là 2,58 còn quy mô trung bình của gia đình là 3,03,
Phân bố độ tuổi của cư dân sinh sống trong huyện là 25,30% dưới độ tuổi 18, 8,40% từ 18 đến 24, 32,40% từ 25 đến 44, 22,90% từ 45 đến 64, và 11,00% người có độ tuổi 65 tuổi hay già hơn.  Độ tuổi trung bình là 36 tuổi. Cứ mỗi 100 nữ giới thì có 97,40 nam giới. Cứ mỗi 100 nữ giới có độ tuổi 18 và lớn hơn thì, có 95,40 nam giới.
Thu nhập bình quân của một hộ ở quận này là $38.968, và thu nhập bình quân của một gia đình ở quận này là $44.540, Nam giới có thu nhập bình quân $31.543 so với mức thu nhập $24.568 đối với nữ giới. Thu nhập bình quân đầu người của quận là $17.562, Khoảng 10,00% gia đình và 12,60% dân số sống dưới ngưỡng nghèo, bao gồm 16,10% những người có độ tuổi 18 và 16,70% là những người 65 tuổi hoặc già hơn.

## Thành phố và thị xã
- Bunn
- Centerville
- Franklinton
- Louisburg
- Youngsville